# Kwark górny
Kwark górny (ang. up, oznaczenie u) –  jeden z kwarków, cząstka będąca podstawowym budulcem materii. Wchodzi w skład protonu i neutronu.
Istnienie kwarka górnego było postulowane w 1964 przez Gell-Manna i Zweiga. Eksperymentalnie potwierdzono jego istnienie w 1967 w SLAC.
Własności kwarka u:
- masa: 1,5 do 4 MeV/c²[3]
- ładunek elektryczny: {\displaystyle +{\tfrac {2}{3}}} e
- izospin: {\displaystyle +{\tfrac {1}{2}}} (trzecia składowa)
- spin: {\displaystyle {\tfrac {1}{2}}}

Kwark górny jest najlżejszym kwarkiem.